# Embalse del Salas
El embalse del Salas (en gallego: encoro do Salas) es una infraestructura hidrológica construida en el río Salas, en el municipio de Muiños, provincia de Orense, Galicia, España.